# Ladislav Michalík
Ladislav Michalík (6 novembre 1941) è un ex calciatore cecoslovacco, di ruolo attaccante.

## Palmarès

### Individuale
- Capocannoniere del campionato cecoslovacco: 1

1965-66 (15 reti)